# Chase Field
Chase Field (conocido como Bank One Ballpark hasta 2005) es un estadio de béisbol ubicado en el centro de Phoenix, Estados Unidos. Es el estadio de los Arizona Diamondbacks, una franquicia de Major League Baseball (MLB) que abrió en 1998, a tiempo para el primer partido de los Diamondbacks como equipo de expansión. Fue el primer estadio construido en los Estados Unidos con un techo retráctil sobre una superficie de juego de césped natural.
Albergó el Juego de las Estrellas en la edición de 2011.

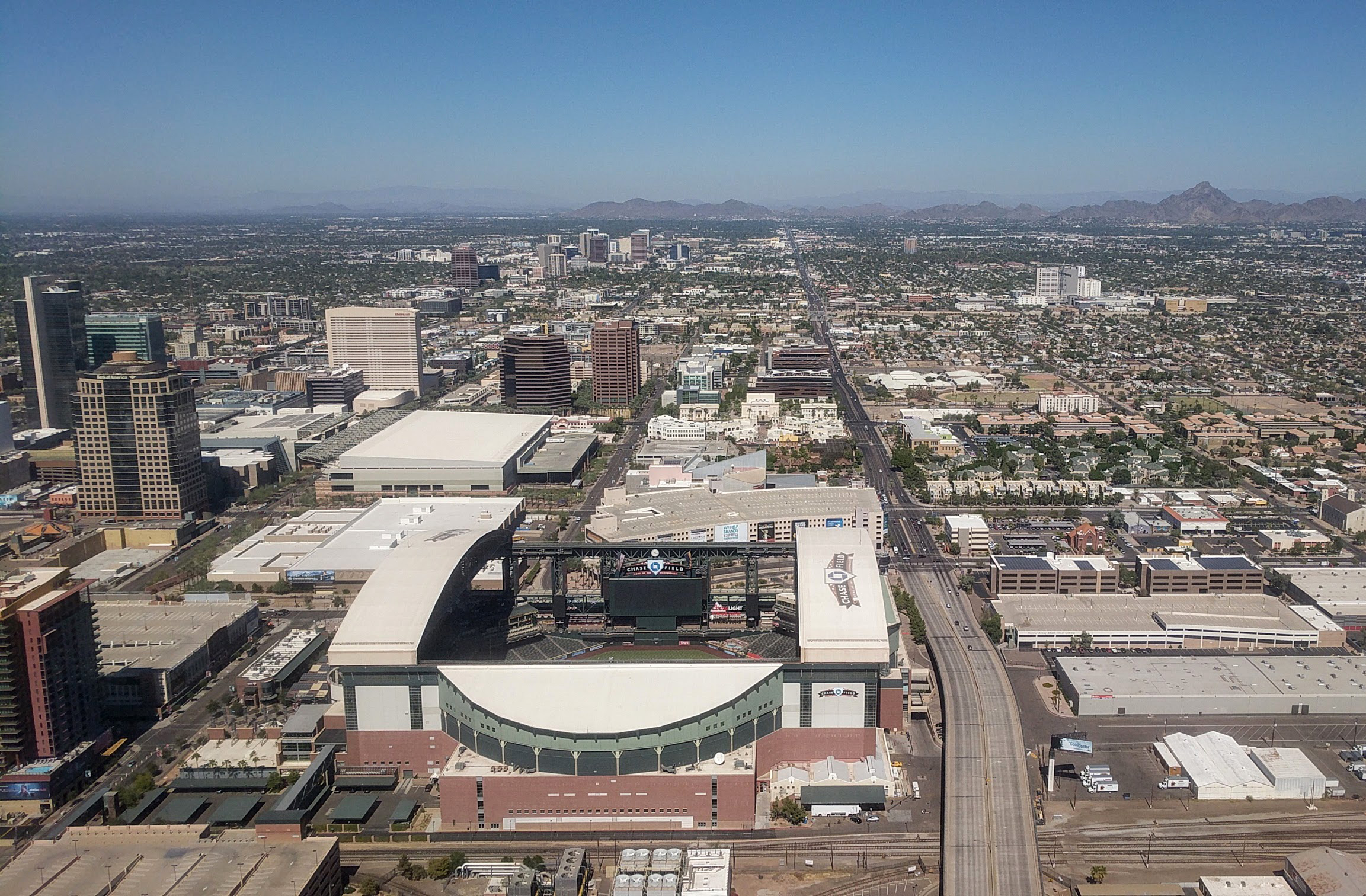
Vista aérea del estadio

## Sistema de techo y Refrigeración
El techo del Chase Field se abre o cierra dependiendo de la temperatura en el tiempo de juego. Cuando se toma la decisión de cerrar el techo, se deja abierto durante el mayor tiempo posible antes del tiempo de juego para mantener el césped creciendo. Incluso cuando el techo está cerrado, las ventanas del parque permiten suficiente luz solar para jugar a plena luz del día sin sobrecalentar el estadio.
El techo, que tarda sólo 4½ minutos en abrirse o cerrarse a un costo de $ 2- $ 3, se cierra tres horas antes del tiempo de juego utilizando dos motores de 200 caballos de fuerza disparados desde una sala de control en la cubierta superior por encima del campo central izquierdo. El sistema de climatización dentro del parque mantiene a una temperatura a 30°. El sistema de climatización , que tiene el equivalente en potencia a refrigerar 2.500 viviendas de 2.000 pies cuadrados, utiliza agua fría y es parte del mismo sistema que sirve a más de 30 edificios en el centro de Phoenix. La planta de refrigeración se encuentra en un edificio separado justo fuera del estadio de béisbol. Originalmente, el sistema HVAC no funcionó por encima de la fila 25 del nivel superior, exponiendo a los ventiladores en las filas más altas a toda la fuerza del calor a menudo opresivo típico de los veranos de Arizona. Los cambios recientes mantiene prácticamente todas las instalaciones en el rango de confort con el aire acondicionado.